# Бернар, Лазар
Лазар Бернар (1865, Ним, Франция — 1903, Париж, Франция) — французский публицист и общественный деятель еврейского происхождения.

## Биография
Родился в семье зажиточного еврейского торговца. После окончания лицея в Ниме в 1886 году приехал в Париж и поступил в Ecole des Chartes.
Первые произведения печатались во французских газетах «Событие», «Эхо Парижа» и издании «Белый журнал». Впоследствии были выпущены отдельными сборниками «Le miroir des legendes», «La porte d'ivoire» и «Les porteurs de torches» и имели успех.
В начале своей литературной деятельности выступал в защиту французских евреев от нападок антисемитов. При этом считал евреев Запада эмансипированными, а евреев Восточной Европы испорченными укладом жизни.
Впоследствии доказывал, что идеалы еврейского народа соответствуют стремлениям передовой части современного человечества, в том числе, пролетариата.
В книге «Антисемитизм, его история и причины» изложил свои взгляды на будущее антисемитизма. Главной причиной враждебного отношения к евреям видел в чувстве отвращения к иностранцам, свойственном европейским народам, и обособленности евреев.